# Walking In The Rain (尾崎亜美の曲)
「Walking In The Rain」（ウォーキング・イン・ザ・レイン）は、尾崎亜美の26作目のシングル。1992年3月21日にポニーキャニオンから発売された。セルフカバー・アルバム『POINTS-3』と同日発売。表題曲は、日本マクドナルドのCMイメージソングとして使用された。

## 概要・背景
表題曲「Walking In The Rain」は元々、ダウンタウンが出演する日本テレビ系『ダウンタウンのガキの使いやあらへんで!』に尾崎が出演した際にテーマ・ソングを作ってもらおうという企画が持ち上がり、同番組のために作成したもの。実際にエンディング・テーマ曲として使用されていたが、その時はまだ一般発売はされていなかった。この曲は、ファンの間でもこの時期の尾崎にとって重要な作品として知られる。
尾崎は同年4月24日に放送されたテレビ朝日『ミュージックステーション』に出演し、「Walking In The Rain」を披露している。
2002年11月にリリースされたピアノ弾き語りによるミニアルバム『PIA NOIR』でこの曲をセルフカバーしている。
カップリング曲「伝説の少女」は、観月ありさのデビュー・シングルとして提供した楽曲のセルフカバー。尾崎の起用は観月自身の希望であったが、観月が所属するライジングプロダクションの代表取締役・平哲夫も彼女を″尾崎亜美ワールド″に入れたいと考えており、「歌うのが難しくてもいいから、尾崎さん自身がライブやアルバムで遊びで歌えるようなレベルの作品にしてもらいたい」と曲の制作を依頼したという。後に尾崎は「難しくてもいいなんてオファーを受けたのは初めてだった」と明かしている。
ちなみにこの尾崎バージョンは、星野源がパーソナリティを務める『星野源のオールナイトニッポン』の中のコーナー「Yellow Music」の直前に流れるジングルにその一部が使用された。
「Walking In The Rain」「伝説の少女」ともに『POINTS-3』に収録されている。

## 収録曲
| 全作詞・作曲: 尾崎亜美。 |                                               |          |            |          |      |
| #                        | タイトル                                      | 作詞     | 作曲・編曲 | 編曲     | 時間 |
| 1.                       | 「Walking In The Rain」                       | 尾崎亜美 | 尾崎亜美   | 尾崎亜美 | 5:37 |
| 2.                       | 「伝説の少女」                                | 尾崎亜美 | 尾崎亜美   | 富田素弘 | 5:36 |
| 3.                       | 「Walking In The Rain」(オリジナル・カラオケ) | 尾崎亜美 | 尾崎亜美   | 尾崎亜美 | 5:37 |

## 参考資料
- オリコン『SINGLE CHART-BOOK COMPLETE EDITION 1968-2005』オリコン・マーケティング・プロモーション、2006年4月。ISBN 9784871310765。
- 長井英治:監修『日本の女性シンガー・ソングライター』シンコーミュージック・エンタテイメント〈ディスク・コレクション〉、2013年4月。ISBN 978-4401638048。